# Börtingtjärnen (Fredrika socken, Lappland, 710752-163961)
Börtingtjärnen är en sjö i Åsele kommun i Lappland och ingår i Lögdeälvens huvudavrinningsområde. Sjön har en area på 0,0666 kvadratkilometer och ligger 402,1 meter över havet. Sjön avvattnas av vattendraget Röttjärnbäcken. Vid provfiske har öring fångats i sjön.

## Delavrinningsområde
Börtingtjärnen ingår i det delavrinningsområde (710766-163994) som SMHI kallar för Utloppet av Börtingtjärnen. Medelhöjden är 417 meter över havet och ytan är 1,28 kvadratkilometer. Det finns inga avrinningsområden uppströms utan avrinningsområdet är högsta punkten. Röttjärnbäcken som avvattnar avrinningsområdet har biflödesordning 3, vilket innebär att vattnet flödar genom totalt 3 vattendrag innan det når havet efter 95 kilometer. Avrinningsområdet består mestadels av skog (62 procent) och sankmarker (33 procent). Avrinningsområdet har 0,07 kvadratkilometer vattenytor vilket ger det en sjöprocent på 5,1 procent.